# راینبک (روستا)، نیویورک
راینبک (روستا)، نیویورک (به انگلیسی: Rhinebeck (village), New York) یک روستا در ایالات متحده آمریکا است که در شهرستان داچس، نیویورک واقع شده‌است.

## خصوصیات
راینبک ۴٫۲ کیلومترمربع مساحت و ۲٬۶۵۷ نفر جمعیت دارد و ۶۱ متر بالاتر از سطح دریا واقع شده‌است.